# Wacław Staszyński
Wacław Staszyński (ur. 20 września 1920 w Nowej Łysicy, zm. 1 grudnia 2020 w Nysie) – polski żołnierz w trakcie II wojny światowej oraz  działacz powojennego podziemia antykomunistycznego w ramach struktur Narodowego Zjednoczenia Wojskowego.

## Życiorys
W sierpniu 1944 został wcielony do 9. Dywizji Piechoty LWP biorąc następnie udział w walkach frontowych na szlaku bojowym od Nysy Łużyckiej do Łaby. Następnie związał się z podziemiem antykomunistycznym od maja 1945 służąc w oddziale partyzanckim Bronisława Gliniaka pseud. „Radwan” wchodzącym w skład Rzeszowskiego Okręgu NZW, a od września 1945 w oddziale partyzanckim Józefa Zadzierskiego ps. „Wołyniak” jako strzelec i łącznik na Placówce NZW Zgony w gminie Sieniawa. Wacław Staszyński brał udział zarówno w walkach z UPA jak i z grupami operacyjnymi KBW i UB na terenie powiatu jarosławskiego. W okresie od listopada 1946 do ujawnienia się w maju 1956 ukrywał się pod zmienionym nazwiskiem jako Wacław Radowolski.
1 marca 2018 został odznaczony Krzyżem Oficerskim Orderu Odrodzenia Polski. Również w 2018 otrzymał Medal „Pro Patria”.
Zmarł 1 grudnia 2020 w wieku 100 lat. Został pochowany na Cmentarzu Jerozolimskim w Nysie.  